# Korpus Rezerwowy Jazdy (powstanie listopadowe)
Korpus Rezerwowy Jazdy – korpus jazdy ustanowiony w czasie powstania listopadowego, podlegający dowódcy jazdy gen. dyw. Janowi Weysenhoffowi.
Dowódcą korpusu był gen. bryg. Kazimierz Skarżyński.

## Skład w maju 1831
- 1 Brygada Jazdy - płk Stanisław Dunin Wąsowicz
- 2 Brygada Jazdy - płk Ludwik Kicki
- Brygada Straży Przedniej - gen. bryg. Henryk Dembiński